# Samson i Dalila (obraz Petera Paula Rubensa)
Samson i Dalila (niderl. Terwijl Simson slaapt in Delila’s schoot, knipt een Filistijn zijn haar af) – obraz przypisywany flamandzkiemu artyście barokowemu, Peterowi Paulowi Rubensowi, namalowany w 1609, znajdujący się w zbiorach National Gallery w Londynie. Dzieło obrazuje motyw zaczerpnięty ze Starego Testamentu – legendę o Izraelicie Samsonie i Dalili z wrogiego Żydom plemienia Filistynów – opowieść o miłości i zdradzie.
Namalowanie dzieła zlecił prawdopodobnie Nicolaas Rockox, burmistrz Antwerpii (Belgia) – dla ratusza miasta.
Według Katarzyny Pisarek obraz ten nie jest autorstwa Rubensa, także autorzy strony afterrubens.org podważają autentyczność tego obrazu.